# Escola de Friburgo
A Escola de Friburgo é uma escola de pensamento econômico, fundada na década de 1930, na Universidade de Friburgo.
Ele se baseia um pouco na escola histórica de economia, mas enfatiza que apenas algumas formas de competição são boas, enquanto outras podem exigir supervisão. Este é considerado um papel legal e legítimo do governo em uma democracia na Escola de Friburgo. A Escola participou da formação ordoliberalismo e da economia social de mercado na Alemanha do pós-guerra.